# Ferdinand Malič
Ferdinand Malič (Mallitsch), slovensko-avstrijski slikar, * 7. marec 1820, Gradec, † 10. november 1900, Lenart v Slovenskih goricah.
Znan je kot slikar portretov, žanrov, krajin in oltarnih podob.

## Življenjepis
Ferdinan Malič (Mallitsch) se je rodil v Gradcu na današnji Klosterwiesgasse 13, očetu Valentinu Maliču, čigar družina je izhajala iz Ljubljane, in materi Ani, rojeni Višner. Ker starša že ob Ferdinandovem rojstvu nista živela skupaj, sta ga vzgajali mama in babica Barbara, ki je imela v Vukovju med Pernico in Jarenino v neposredni bližini Maribora vinogradniško posestvo Vukovski dvor (Willkommhof), kjer je preživljal velik del svojega otroštva. Po končani gimnaziji (1841) v Gradcu se je vpisal na graški univerzi na študij logike, filozofije in prava, a je študij kmalu opustil. Hkrati je obiskoval risarsko akademijo, ki jo je takrat vodil Joseph Ernst Tunner (1792–1877) in na kateri je poučeval tudi Ernst Christian Moser (1815–1867), ki je Maliča spodbudil k nadaljevanju študija na Dunaju. Od decembra 1842 je obiskoval Akademijo za likovno umetnost na Dunaju, kjer so bili njegovi slikarski učitelji Anton Petter (1781–1858), Leopold Kupelwieser (1796–1862) in Johann Ender (1793–1864).
Leta 1848 se je Malič vključil v krog Ferdinanda Georga Waldmüllerja (1793–1865), enega izmed vodilnih slikarjev žanrskega slikarstva tistega časa, ki je bil leta 1857 zaradi svojskih pogledov na poučevanje slikarstva, ki so bili v nasprotju z okostenelimi akademskimi nazori, iz akademije celo izključen. Julija 1848 pa je študij, ki ga je prekinjal že prej, za dlje časa znova prekinila vrnitev k materi na posestvo v Vukovju. Slikarstva v tem času ni opustil, saj je slikal portrete uglednih Mariborčanov in okoličanov: župana in notarja Otmarja Reiserja, doktorja medicine Mallyja, upravitelja gospoščine Frajdenek in Pesniški dvor Franza Kolleggerja, Pauerje, ki so bili lastniki gradu Hrastovec, a tudi razne študije glav in pokrajino zahodnih Slovenskih goric. Leta 1851 se je vrnil na Dunaj in nadaljeval študij pri Waldmüllerju. V Maličevih zgodnjih oljnih portretih je še čutiti velik vpliv akademske doktrine, po letu 1850 pa že lasten realističen slog z več naravnosti. Že v jeseni leta 1851 je pričel slikati svojo prvo veliko žanrsko sliko »Najdenček«, ki je leta 1852 na razstavi avstrijskega likovnega društva na Dunaju pritegnila veliko pozornosti. Sliko so odkupili za zbirko v dunajski palači Belvedere, ki je nastala pod patronatom princa Evgena Savojskega. Kritiki (npr. v Wiener allgemeinen Zeitung, 28. maj 1852) so mu priznavali »slikarske sposobnosti, svež kolorit, mojstrsko kompozicijo, resničnost in toplino v predstavljenih značajih, skratka vse kar mora imeti žanrski slikar«. Med znanimi Maličevimi slikami v tem času so nastale »Mali rekrut« (1855 jo je v Parizu odkupila grofica Batthyanyi), »Mala zločinka«, »Otroška soba« (avgusta 1854 jo je odkupilo umetniško društvo iz Pešte) idr.
Jeseni leta 1854 se je Malič s prijateljem, slikarjem, kasnejšim deželnim arheologom v Gradcu Karlom Haasom odpravil na študijsko potovanje po Evropi. Obiskala sta Dresden, Leipzig, Düsseldorf, Köln, Bruselj in svetovno prestolnico slikarjev – Pariz. Tam se je izpopolnjeval pri Leonu Cognietu (1794–1880) in se seznanil z Barbizonsko šolo slikanja, ki je dobila ime po Barbizonu blizu Fontainebleaujskega gozda, južno od Pariza, kjer so delovali umetniki, ki so se umaknili iz mestnega življenja in političnega angažiranja ter katerih slikarstvo se pogosto opisuje kot premik k realizmu znotraj romantike. Leta 1855 je obiskal tudi pariško svetovno razstavo (Exposition Universelle), kjer je bilo razstavljenih 1800 slik umetnikov iz 28 držav in kjer je tudi sam razstavljal. A v Parizu ga je doseglo materino pismo s prošnjo za vrnitev na posestvo Vukovski dvor, saj je posestvo potrebovalo moške roke in gospodarja. Tako se je poleti 1855 vrnil v Vukovje pri Pernici. Prva Maličeva leta na Vukovskem dvoru so obdobje slikarskega zatišja, saj mu delo na kmetiji ni puščalo veliko časa za slikarstvo. Vendarle pa je leta 1858 naslikal za domačo cerkev Svete Marjete v Pernici glavno oltarno sliko z istoimensko svetnico. Načrti za novi glavni oltar v tej cerkvi, ki so ga delali istočasno, kot je nastajala slika, so bili delo njegovega kolega s popotovanja po Evropi Karla Haasa. Leta 1865 se je pri petinštiridesetih letih Ferdinand poročil z osem let mlajšo Anno Marijo Schramm. To dejstvo pozitivno vpliva na nadaljevanje njegovega slikarskega dela, saj ga je žena vsaj delno razbremenila v skrbi za posestvo. V zakonu sta se jima rodila sinova Otmar (1866–1926) in Heinrich (1869–1943). Žena in sinova so postali pogost in priljubljen motiv njegovih slik. To obdobje predstavlja nov Maličev umetniški razcvet. Na eni strani je slikal tipične motive bidermajerja – družino, urejeno in umirjenega življenje: Doma (okoli 1868), Spalnica (ok. 1870), Družina Malič v dnevni sobi svoje hiše (ok. 1870), Podeželska idila (ok. 1868/70)  – na drugi pa slike, ki že dihajo impresionizem in puščajo sledi šole Barbizona: Travnik z drevesi (1868/70), Poplavljen travnik z brodnikom (ok. 1870), Večerno razpoloženje na reki Pesnici (ok. 1868/70), Gorska cesta v mesečini  (okoli 1880) idr. Prav ta preplet in dvojnost ga delata slikarsko zanimivega in svojskega, saj je svojo umetniško izoliranost v Vukovju in izostanek iz takratnih trenutnih slikarskih vplivov nadomestil z naravnim in razpoloženja polnim slikanjem v maniri francoskega slikarstva. 
Kljub temu, da je za časa svojega življenja veljal v svojem okolju za uglednega človeka, je bil v zadnjih letih svojega življenja skoraj pozabljen slikar. Skrb za posestvo Vukovski dvor je postalo zanj preveliko breme, zato ga je leta 1895 prodal in se preseli v Lenart v Slovenskih goricah v trg, v hišo s številko 22. Hiše danes ni več (stala je približno na mestu, kjer je danes Dom kulture na Trgu osvoboditve 2). 15. avgusta 1895 ga je zadela kap. Po petih letih enostranske ohromelosti telesa in hiranja je umrl 10. novembra 1900 v Lenartu, kjer so ga tudi pokopali. Danes njegovega groba ni več najti.  
Sam je le redko sodeloval na razstavah Štajerskega umetniškega društva (Steiermärkische Kunstverein) v Gradcu (1869, 1892 in 1898).
Šele po njegovi smrti, leta 1902, sta bili organizirani dve obsežni razstavi: v Štajerskem umetniškem društvu v Gradcu (2. – 23. februar 1902) ter na Dunaju, decembra 1902, ki jo je pripravila trgovina z umetninami E. Hirschler & Comp. v dvorani Grabenhofa, na eni najbolj znanih dunajskih ulic. Leta 1948 je bil umetnik počaščen kot del spominske razstave v Novi galeriji v Gradcu (Neue Galerie Graz - Universalmuseum Joanneum), kjer je bogata zbirka okoli 134 del, vključno s 45 oljnimi slikami. Del njegove umetniške zapuščine (5 map z risbami in skicami) najdemo tudi na Inštitutu za umetnostno zgodovino Univerze v Gradcu (Institut für Kunstgeschichte der Universität Graz).

## Dela
- Avtoportet, (1850), Neuen Galerie Graz – Universalmuseum Joanneum
- Najdenček (1851/1852), Palais Dorotheum, Dunaj
- Težka odločitev (1852), Neue Galerie Graz – Universalmuseum Joanneum
- Umetnikova žena (1852), Neue Galerie Graz – Universalmuseum Joanneum
- Portret slikarja Ferdinanda Georga Walmüllerja (1853), Neuen Galerie Graz – Universalmuseum Joanneum
- Mali rekrut (1855), ?
- Majhna kmečka deklica (1857), Neue Galerie Graz – Universalmuseum Joanneum
- Mati (1855/1860), Neue Galerie Graz – Universalmuseum Joanneum
- Oltarna slika Svete Marjete (1858), Cerkev Svete Marjete ob Pesnici, Pernica
- Gorska cesta v mesečini (1863), Neue Galerie Graz – Universalmuseum Joanneum
- Podeželska idila (1865), Neue Galerie Graz – Universalmuseum Joanneum
- Mali ribnik z mostičkom (1865), Neue Galerie Graz – Universalmuseum Joanneum
- S slamo pokrita koča (1865-1870), Neue Galerie Graz – Universalmuseum Joanneum
- Na napajališču (1865/1870), Neue Galerie Graz – Universalmuseum Joanneum
- Stari viničar (1866), Neue Galerie Graz – Universalmuseum Joanneum
- Avtoportret pred zeleno pečjo (1866), Neue Galerie Graz – Universalmuseum Joanneum
- Leni ob otroški posteljici (1867), Neue Galerie Graz – Universalmuseum Joanneum
- Na obrežju Pesnice (1867), Neue Galerie Graz – Universalmuseum Joanneum
- Soproga med igro kart s sinom (1868), Neue Galerie Graz – Universalmuseum Joanneum
- Srečno otroštvo (1868), Neue Galerie Graz – Universalmuseum Joanneum
- Spodnještajerska kmečka hiša v snegu (1868/1870), Neue Galerie Graz – Universalmuseum Joanneum
- Zimski večer na reki Pesnici (1869), Neue Galerie Graz – Universalmuseum Joanneum
- Avtoportret v zrelih letih (1870), Neue Galerie Graz – Universalmuseum Joanneum
- Doma (1868/1870), Neue Galerie Graz – Universalmuseum Joanneum
- Pokrajina z drevesi (1868/70), Neue Galerie Graz – Universalmuseum Joanneum
- Večerno razpoloženje na reki Pesnici (1868/70), Neue Galerie Graz – Universalmuseum Joanneum
- Družinska sreča (1870-1872), Neue Galerie Graz – Universalmuseum Joanneum
- V spalnici (1870-1872), Neue Galerie Graz – Universalmuseum Joanneum
- Družina Malič v dnevni sobi (1870-1872), Neue Galerie Graz – Universalmuseum Joanneum
- Avtoportret z velikim klobukom (1873), Neue Galerie Graz – Universalmuseum Joanneum
- Oblačna poletna pokrajiina pri Gorniku (1874), Neue Galerie Graz – Universalmuseum Joanneum
- Avtoportret s čepico (1878/1880), Neue Galerie Graz – Universalmuseum Joanneum